# Banisteriopsis polygama
Banisteriopsis polygama là một loài thực vật có hoa trong họ Malpighiaceae. Loài này được (Nied.) B.Gates mô tả khoa học đầu tiên năm 1982.